# Georges Cuvier
Jean Léopold Nicolas Frédéric Cuvier, được biết đến với cái tên Georges Cuvier, là một nhà tự nhiên học và động vật học người Pháp, đôi khi được gọi là "cha đẻ của khoa cổ sinh học". Cuvier là một nhân vật chính trong nghiên cứu khoa học tự nhiên vào đầu thế kỷ 19 và là công cụ thiết lập các lĩnh vực so sánh giải phẫu học và cổ sinh học thông qua công trình của ông trong việc so sánh động vật sống với các hóa thạch.
Tác phẩm Cuvier được coi là nền tảng của cổ sinh vật học, và ông mở rộng phân loại Linnaeus bằng cách nhóm các lớp vào các ngành và kết hợp cả hóa thạch và các loài sống vào trong phân loại. Cuvier cũng được biết đến vì đã xác định sự tuyệt chủng như là một thực tế - vào thời điểm đó, sự tuyệt chủng đã được nhiều người đồng nghiệp của Cuvier coi là một sự đầu cơ chỉ gây tranh cãi. Trong bài luận về Lý thuyết của Trái Đất (1813) Cuvier được giải thích là đã đề xuất rằng các loài mới được tạo ra sau những trận lũ lụt thảm khốc định kỳ. Bằng cách này, Cuvier đã trở thành người đề xướng có ảnh hưởng nhất của sự thảm khốc trong địa chất vào đầu thế kỷ thứ 19. Nghiên cứu của ông về các tầng của lưu vực Paris với Alexandre Brongniart đã thiết lập các nguyên tắc cơ bản của biostratigraphy.
Trong số những thành tựu khác của mình, Cuvier xác định rằng những con voi giống như xương tìm thấy ở Mỹ thuộc về một con vật đã tuyệt chủng mà sau này ông đặt tên là một con mastodon, và một bộ xương lớn được đào lên ở Paraguay là Megatherium, một người lười biếng mặt đất khổng lồ thời tiền sử. Ông đặt tên loài Pterosaur pterodactylus, đã mô tả loài Mosasaurus dưới nước Moesaurus và là một trong những người đầu tiên cho rằng Trái Đất đã bị các loài bò sát chiếm ưu thế hơn là động vật có vú trong thời tiền sử.